# Magna Carta: Crimson Stigmata
Magna Carta: Crimson Stigmata ("Tears of Blood" como conhecido no Ocidente), é um jogo eletrônico de RPG para Playstation 2 lançado em 11 de november de 2004 na Coreia do Sul pela Softmax, e no Japão pela Banpresto. Posteriormente o jogo foi lançado pela Atlus na América do Norte, no dia 15 de novembro de 2005, com o novo título "Magna Carta: Tears of Blood".
Magna Carta: Crimson Stigmata é uma influência do Magna Carta: The Phantom of Avalance lançado em 2001, e o segundo título da série "Magna Carta". Sofdec também teve participação no jogo.